# Beraba moema
Beraba moema är en skalbaggsart som beskrevs av Martins 1997. Beraba moema ingår i släktet Beraba och familjen långhorningar. Inga underarter finns listade.